# Le Groulx Luxe
Pour les articles homonymes, voir Luxe.
Le Groulx Luxe - c'est n'importe quoi est une émission de télévision québécoise en 28 épisodes d'environ 22 minutes diffusée à partir du 7 juin 2003 à MusiquePlus durant l'été 2003 et le printemps 2004. Les épisodes ont été remontés et diffusés les vendredis à partir du 8 octobre 2004 à la Télévision de Radio-Canada.

## N'importe quoi
Le thème principal étant « n'importe quoi », l'émission n'avait pratiquement aucune limite quant à l'absurdité et au délire total qu'elle pouvait produire. Les capsules humoristiques présentées devaient très souvent être prises au deuxième (et parfois troisième ou quatrième) degré, ce qui provoqua parfois plusieurs plaintes de téléspectateurs offusqués. Les concepteurs de l'émission se défendaient toujours en affirmant que leur œuvre ne devait pas être pris au premier degré, mais qu'il fallait voir au-delà de leur humour enfantin ne se voulant en aucun cas blessant de quelque façon que ce soit.

## Équipe
- Patrick Groulx, animateur
- Rafaël Ouellet, réalisateur
- Jean Fournier, participant aux capsules
- Sylvie-Anne Groulx, sœur de Patrick Groulx, participante aux capsules

### Invités spéciaux
- Mike Ward
- Louis-José Houde
- Annie Dufresne

## Émissions spéciales

### Le spécial itinérant
La première saison du Groulx Luxe comprenait le « Spécial Itinérant » qui se voulait une parodie des émissions de télévision américaines où des gens normaux subissent maintes chirurgies pour améliorer leur physique. Toutefois, l'équipe du Groulx Luxe, elle, avait décidé de faire vivre une journée de rêve à un itinérant de la ville de Montréal en le rasant, le coiffant et lui donnant un nouveau look pour la journée.
Par la suite (plus tard dans la saison), Le Groulx Luxe a procédé à la vente d'un vélo précédemment utilisé pour une autre émission. C'est un Gaspésien qui en fait l'acquisition pour la somme de 400 $ qui a été remise à cet itinérant.

### Le spécial bois
Le « Spécial Bois » fut diffusé entre la première et la deuxième saison, le 30 décembre 2003. Il était composé de plusieurs capsules semblables à celles produites durant la première saison, mais tournées dans une forêt. C'est là que fut tourné le populaire vidéo-clip de la chanson « Dans les bois » écrite par Patrick Groulx, qui resta de nombreuses semaines dans le palmarès des vidéoclips de Musiqueplus.

### La marche
- « Le Groulx Luxe prend une marche » termina la deuxième saison avec trois épisodes de 22 minutes relatant la marche de l'équipe du Groulx Luxe (Patrick, Rafaël, Jean et Patrick Villeneuve, caméraman) partant de Montréal vers Québec en collectant des dons (20 000 $) pour Opération Enfant Soleil, du 31 mai au 6 juin 2004 par la route 132. Par la suite, l'équipe du Groulx Luxe se sont réunis à Québec pour faire un rassemblement de calins qui a attiré plus de 4 000 personnes sur les plaines d'Abraham[3].

## Produits dérivés
- Un coffret de trois DVD des meilleurs moments a été mis en marché en mars 2005[4]. (ASIN B0007NMHNI)
- En juillet 2023, les 28 épisodes complets ont été restaurés et mis en ligne sur Patreon[5].